# هوندا سي إل 77
هوندا سي أل 77(بالإنجليزية: Honda CL77)‏ هي دراجة نارية من تصنيع هوندا.